# Kaffenburg
Die Kaffenburg, auch Kefernburg genannt, ist heute eine Siedlung mit einer Burgwüstung ostsüdöstlich der Ortschaft Barchfeld, einem Ortsteil der Stadt Kranichfeld im Landkreis Weimarer Land in Thüringen.

## Geographische Lage
1,4 Kilometer ostsüdöstlich von Barchfeld auf einem einst gerodeten nunmehr landwirtschaftliche genutzten ebenen Hochplateau befand sich an der heutigen Stelle einer Häusergruppe ein befestigter Herrensitz nebst einer zeitweise verlassen gewesenen Ansiedlung.

## Geschichte
Ein Vogt der Herren von Kranichfeld nutzte die diesen (auf unbekannte Ausführung wohl befestigten) Platz 1342 als Herrensitz. Kranichfeld hatte einst eine interessante Burgengeschichte. Fünf befestigte Anlagen sind nachgewiesen. Womöglich gehörte die Kaffenburg mit zu diesem Verteidigungskomplex als Vorposten oder auch als Wegwarte. Die Täler waren damals sehr feucht und kaum befahrbar und zur landwirtschaftlichen Nutzung wenig geeignet. Später wurde da oben ein Kammergut eingerichtet. Als dieses aufgelöst wurde, wurden die Felder und Wirtschaftsgebäude wohl privatisiert, denn es werden Namen von Bauern erwähnt. Auch Kahl gibt für den Standort von Kaffenburg die urkundliche Ersterwähnung 7. November 1339 aus dem UB Erfurter Stifter III 31 an. Das besagt, dass das Umfeld da oben noch bewohnt war.
Von der Burg waren aber 1666 nur noch Trümmer vorhanden. Sie sind im Jahre 1890 verschwunden, berichtet Paul Lehfeldt.

## Drehort
Der Hof war Drehort für den 2009 erschienen Mysterythriller Hinter Kaifeck.